# 万彤
万彤（1943年12月—），云南屏边人，中华人民共和国政治人物。
毕业于昆明农林学院林学系，后担任民革云南省委员会副主任委员，云南省政协副秘书长、常委，云南统一战线理论研究会副理事长。